# Émile Digneffe

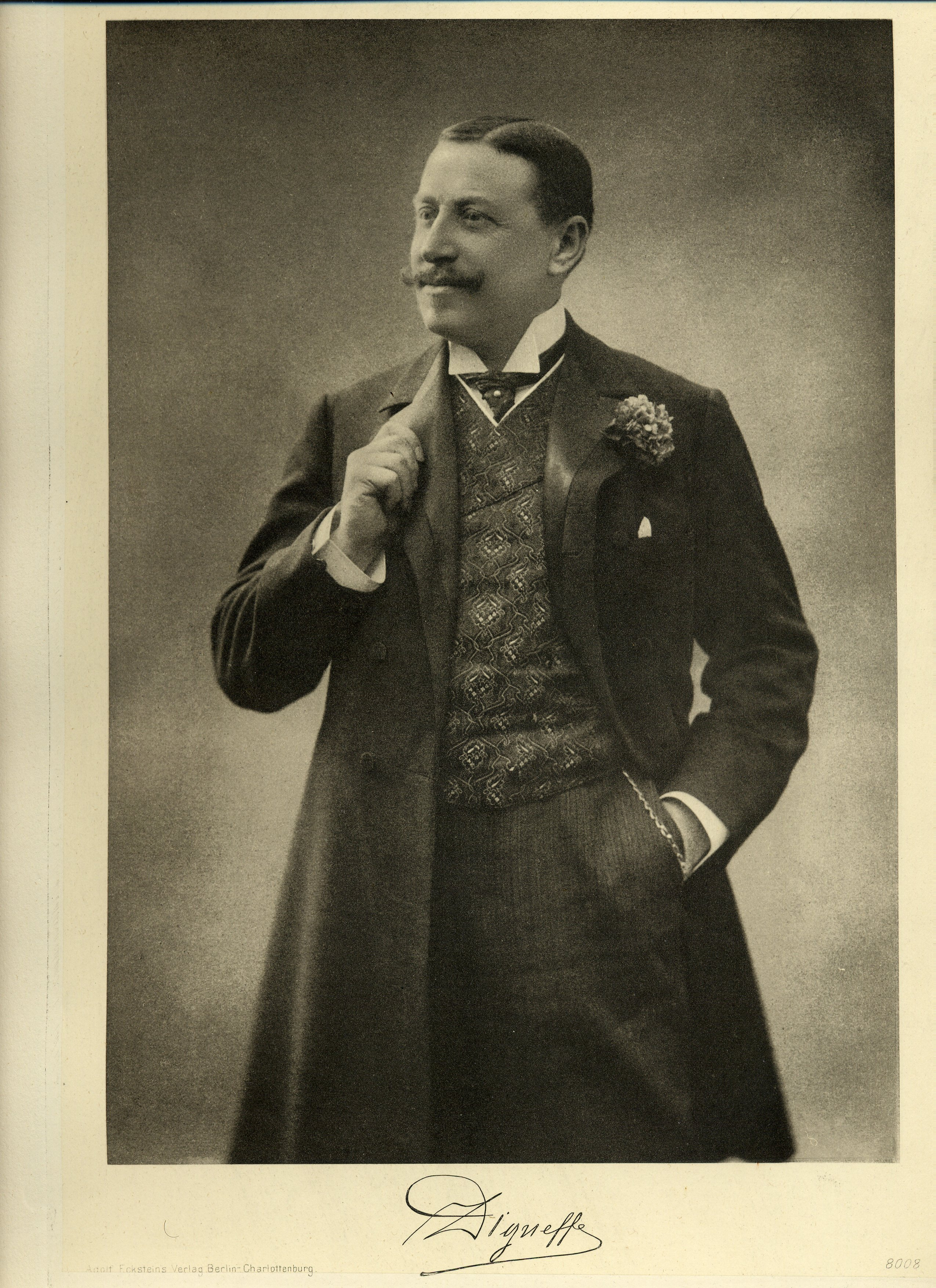
Émile Digneffe

Émile Edouard Charles Henri Digneffe (* 20. Dezember 1858 in Lüttich, Wallonien, Belgien; † 16. Juni 1937 ebenda) war ein belgischer liberaler Politiker, Bürgermeister von Lüttich und Präsident des belgischen Senats.

## Biografie
Nach dem Schulbesuch studierte er Rechtswissenschaft und war nach der Zulassung als Rechtsanwalt, später auch als Bankier und Unternehmer tätig. Als solcher gehörte er auch zu den Förderern der Exposition universelle de 1905 sowie der Exposition internationale de la grande industrie, sciences et applications, art wallon ancien, der Weltausstellungen von 1905 und 1930 in Lüttich.
1919 wurde er Mitglied des belgischen Senats und gehört diesem bis 1936 an. Zugleich war er von 1921 bis 1928 Bürgermeister von Lüttich.
Am 27. Dezember 1932 wurde er Präsident des Senats und bekleidete diesen Posten bis zum 11. August 1934.